# George Johnson (lekkoatleta)
George Hyũ Johnson (ur. 12 maja 1938 w Monrovii) – liberyjski lekkoatleta, sprinter i średniodystansowiec, dwukrotny olimpijczyk.
Zawodnik dwukrotnie reprezentował swój kraj na igrzyskach olimpijskich, w 1956 w Melbourne startował w biegu na 400 metrów (odpadł w eliminacjach z czasem 54,8 s.), w biegu na 800 metrów (odpadł w eliminacjach) i w sztafecie 4 × 100 m. W 1960 w Rzymie startował w biegu na 400 metrów (odpadł w eliminacjach z czasem 51,4 s.) i w biegu na 800 metrów (odpadł w eliminacjach z czasem 1:55,9 s.).